# Tradegate Exchange
Die Tradegate Exchange ist eine 2009 gegründete deutsche Wertpapierbörse mit Sitz in Berlin, die auf die Ausführung von Privatanleger-Aufträgen spezialisiert ist. Träger der Börse ist die Tradegate Exchange GmbH (ebenfalls Berlin), die zu jeweils 42,84 % der Deutschen Börse AG (Frankfurt) und der Tradegate AG Wertpapierhandelsbank gehört; die übrigen Anteile am Stammkapital der GmbH in Höhe von 14,32 % werden von dem Verein Berliner Börse e. V. gehalten.

## Geschichte
Das elektronische Handelssystem Tradegate wurde am 2. Mai 2001 von der Tradegate AG Wertpapierhandelsbank in Betrieb genommen. Es war das erste deutsche elektronische, außerbörsliche Handelssystem für Wertpapiere mit sofortigen automatischen Ausführungen, verbunden mit einer Informationsplattform im Internet für Privatanleger. Mit der EU-weit gültigen Finanzmarktrichtlinie erlangte Tradegate am 1. November 2007 den Status eines Multilateralen Handelssystems (MTF).
Am 20. Mai 2009 erteilte die Börsenaufsichtsbehörde des Landes Berlin die Börsengenehmigung für die Tradegate Exchange. Damit wurde erstmals seit 1861 (Gründung der Stuttgarter Börse) eine neue Wertpapierbörse in Deutschland genehmigt. Am 1. Dezember 2009 wurde die konstituierende Sitzung des Börsenrats abgehalten; erster Handelstag war der 4. Januar 2010. Seitdem führt die Tradegate Exchange das elektronische Handelssystem Tradegate als „Geregelten Markt“ im Sinne der Finanzmarktrichtlinie fort.

## Handelsmodell
Das Hauptgeschäftsfeld der Tradegate Exchange ist der Wertpapierhandel für Privatanleger. Über 30 Handelsteilnehmer aus Deutschland, Österreich, Frankreich und dem Vereinigten Königreich handeln hier mit rund 4.100 Aktien, 2.400 Anleihen, 2.000 Investmentfonds sowie 1.700 börsengehandelten Fonds (ETF), Rohstoffzertifikaten (ETC) und Inhaberschuldverschreibungen (ETN). Die Handelszeit ist börsentäglich von 7:30 bis 22 Uhr. Die Börsenpreise werden vom elektronischen Handelssystem Tradegate mit Unterstützung von so genannten Spezialisten ermittelt, die ausreichende Liquidität für den Handel zur Verfügung stellen. Überwacht wird sie (wie bei allen Börsen in Deutschland) von der hauseigenen Geschäftsführung und Handelsüberwachungsstelle. Neben den üblichen Auftragsarten bietet die Tradegate Exchange spezielle Orderzusätze wie „Trailing-Stop-Limit“ und „One-Cancels-Other“ an. Orders, deren Volumen eine bestimmte Höhe nicht überschreitet, kennzeichnet das Handelssystem zudem automatisch mit dem Zusatz „All or None (AON)“, wodurch Teilausführungen verhindert werden.

## Handelskosten und Umsatzzahlen
Die Tradegate Exchange stellt den Teilnehmern keine Zulassungsgebühren, sondern lediglich Teilnahmegebühren in Rechnung. Eine umsatzspezifische Gebühr oder Makler-Courtage wird nicht berechnet. Endkunden haben neben den Handelsgebühren ihrer Bank lediglich die Spanne zwischen An- und Verkaufspreisen zu tragen, die außerhalb der Xetra-Handelszeiten breiter als während des Xetra-Handels ausfällt.
Mit einem Orderbuchumsatz von annähernd 106 Milliarden Euro war die Tradegate Exchange im Jahr 2018 „nach der Xetra-Plattform der Frankfurter Wertpapierbörse der größte Handelsplatz in Deutschland.“
2020 betrug der Umsatz der vereinigten Börsen Tradegate und Berlin nach eigenen Angaben mehr als 400 Milliarden Euro.
| Jahr | Transaktionen (Mio.) | Orderbuchumsatz (Mrd. €) |
| ---- | -------------------- | ------------------------ |
| 2010 | 3,2                  | 17,7                     |
| 2011 | 5,6                  | 32,3                     |
| 2012 | 5,7                  | 33,9                     |
| 2013 | 7,7                  | 45,3                     |
| 2014 | 8,3                  | 51,1                     |
| 2015 | 11,4                 | 75,3                     |
| 2016 | 11,6                 | 71,0                     |
| 2017 | 14,5                 | 91,2                     |
| 2018 | 16,4                 | 105,8                    |
| 2019 | 18,0                 | 122,9                    |
| 2020 | 53,6                 | 324,4                    |
| 2021 | 62,0                 | 377,7                    |
| 2022 | 43,4                 | 280,3                    |
| 2023 | 36,5                 | 246,6                    |

## Sonstiges
Die Marktidentifikationscodes (MIC) von Tradegate sind  XGRM für den regulierten Markt und XGAT für den Freiverkehr.
Im Internet bietet die Börse kostenlos Vor- und Nachhandelspreisinformationen in Echtzeit mit dazugehörigen Stückzahlen gemäß Titel II der Europäischen Finanzmarktverordnung.